# 若竹座
若竹座 （わかたけざ）は、かつて静岡県静岡市七間町にあった芝居小屋である。静岡で初めて映画（活動写真）を上映した。のちに洋画を専門に上映する映画館・国際劇場となった。

## 歴史

### 沿革
- 1870年（明治3年）8月 - 新門辰五郎が芝居小屋・玉川座を建設[2]。
- 1871年（明治4年） - 小川鉄太郎が座主を引き継ぎ、小川座と改称[2]。
- 1887年（明治20年） - 高橋鉄太郎が引き継ぎ、若竹座と改称[1][2]。
- 1897年（明治30年）6月15日 - 静岡初の活動写真上映を行う[1]。
- 1922年（大正11年）頃 - 千鳥座、入道館、立花館、明治館と5館で東海演芸株式会社を設立[3]。
- 1940年（昭和15年）1月15日 -  静岡大火により焼失[2]。その後常盤劇場として再建[4]。
- 1942年（昭和17年）8月 - 静活に営業権を譲渡し、松竹座と改称[1][5]。
- 1946年（昭和21年） - 戦争により焼失[5][6]。
- 1948年（昭和23年）12月 - 洋画専門館として再建し国際劇場が開館[5][6]。
- 1963年（昭和38年）6月 - 国際劇場閉館[7]。

### 芝居小屋時代

#### 玉川座

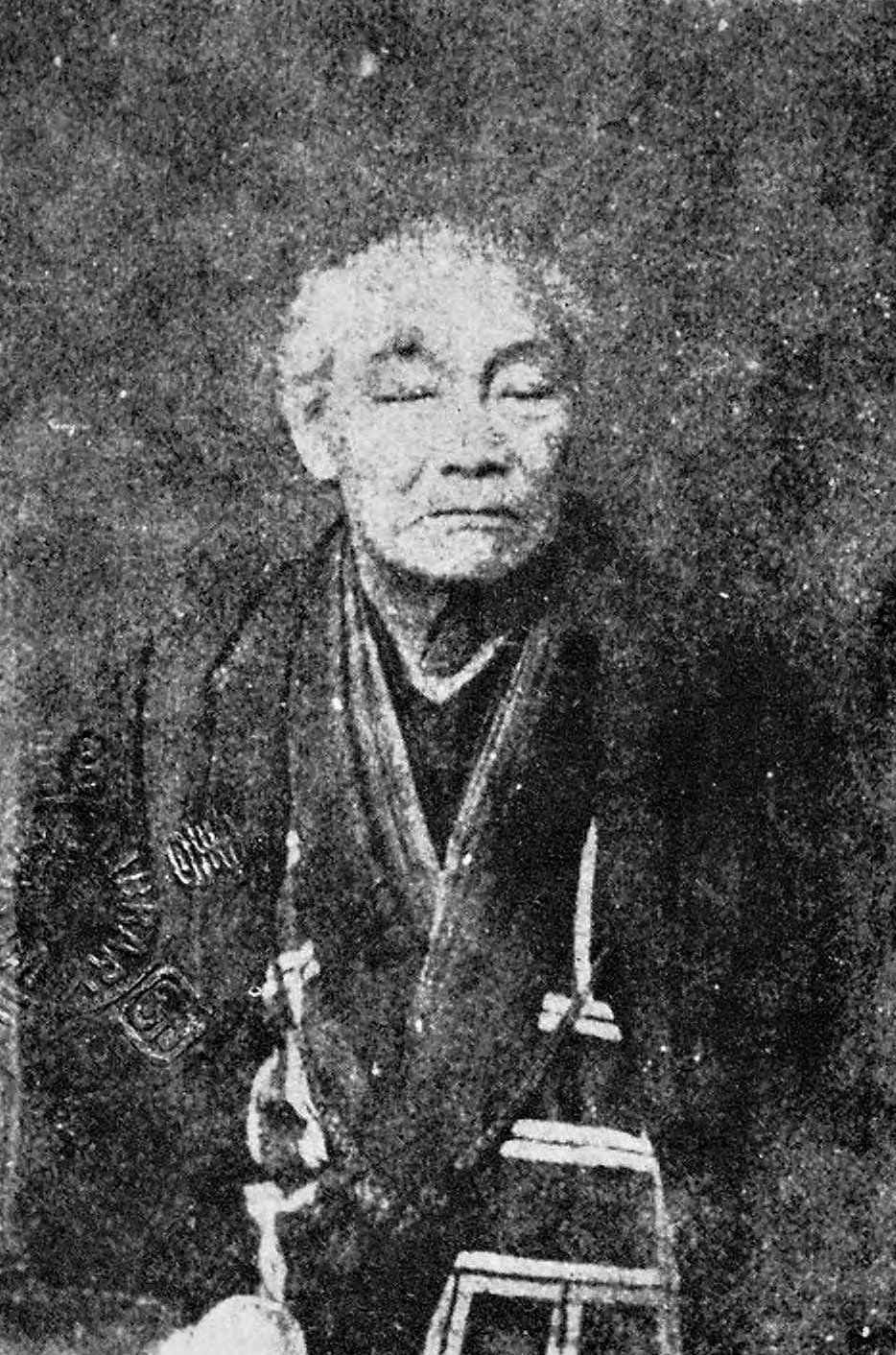
玉川座を設立した新門辰五郎

若竹座の起源は、江戸の火消し頭であった新門辰五郎が建設した玉川座である。徳川慶喜が宝台院での謹慎を解かれた際、一門とともに慶喜警護のため同行していた辰五郎は、興行をすることにより明治維新後の駿府に活気をもたらそうと考えていた。その頃、一座の多くが大阪の文楽座へ移るなどして、経営不振に陥っていた簓村（ささらむら）の人形浄瑠璃・玉川広太夫座（たまがわひろだゆうざ）の興行権を得られることを知った辰五郎は、清水の米問屋・綿伊に出資させ、1869年（明治2年）寺町3丁目に玉川座を復興した。翌1870年（明治3年）8月のこけら落とし公演には河原崎権十郎らが来演した。

#### 小川座
辰五郎が1871年（明治4年）に帰京すると、玉川座は小川鉄太郎に譲渡され、小川座と改称。小川座は甲府の三井座とともに有名な芝居小屋であり、東京や大阪の大物役者・芸人が巡業して人気を博していた。

#### 若竹座
1887年（明治20年）6月20日、小川座の経営は小川金蔵から材木商の高橋鉄太郎に移り、若竹座と改称された。1889年（明治25年）12月12日、周辺地区への放火により、若竹座は焼失。座主である高橋は再建を断念したが、元幕臣である大塚正寿が当時の財界人から多額の資金を集め、当時最高の技術力と材料により七間町に再建された。
1897年（明治30年）6月15日、若竹座でエジソンの「ヴァイタスコープ」（1896年発表）が上映された。静岡県で初めての活動写真の上映であり、そのことを記念して6月15日は「静岡映画の日」となった。当時の様子は、前島豊太郎「観活動写真記」（『頼古文集』）に記録が残っている。観覧料は4等級に分かれていた。上映された内容は、エジソンの工場前で撒水する風景、ナイアガラ瀑布、フランス陸軍大学校の騎兵隊演習、ロシア皇帝戴冠式、フランスのパリ市街、アメリカの女優ロイ・フラーの映像などで、観客はそれらにいたく驚嘆したという。
この頃の静岡市内の寄席や芝居小屋は、ほとんどが木造建ての座敷であり、履物を脱ぎ、座布団を借りて観劇していた。映画という呼び方は昭和に入ってからで、それまでは「活動（カツドウ）」と呼んでいた。若竹座では、東京の弁士・駒田好洋が巡回来演して人気を博し、休憩時間にプログラムや名場面のフィルムのコマも販売していた。若竹座も多くの活動館と同様、客席の後ろに臨官席があり、制服の巡査がいた。この頃の入場料は、大人30銭または50銭、2階席になるとさらに20銭高く、軍人と子どもは半額となっていた。
1940年（昭和15年）1月15日 、静岡大火により焼失。その後、常盤劇場となり、1942年（昭和17年）8月、営業権を静活に譲渡、創設した静岡興行株式会社に移行して松竹座と変わるが、5年後に再び戦火により焼失した。

### 映画館転換後

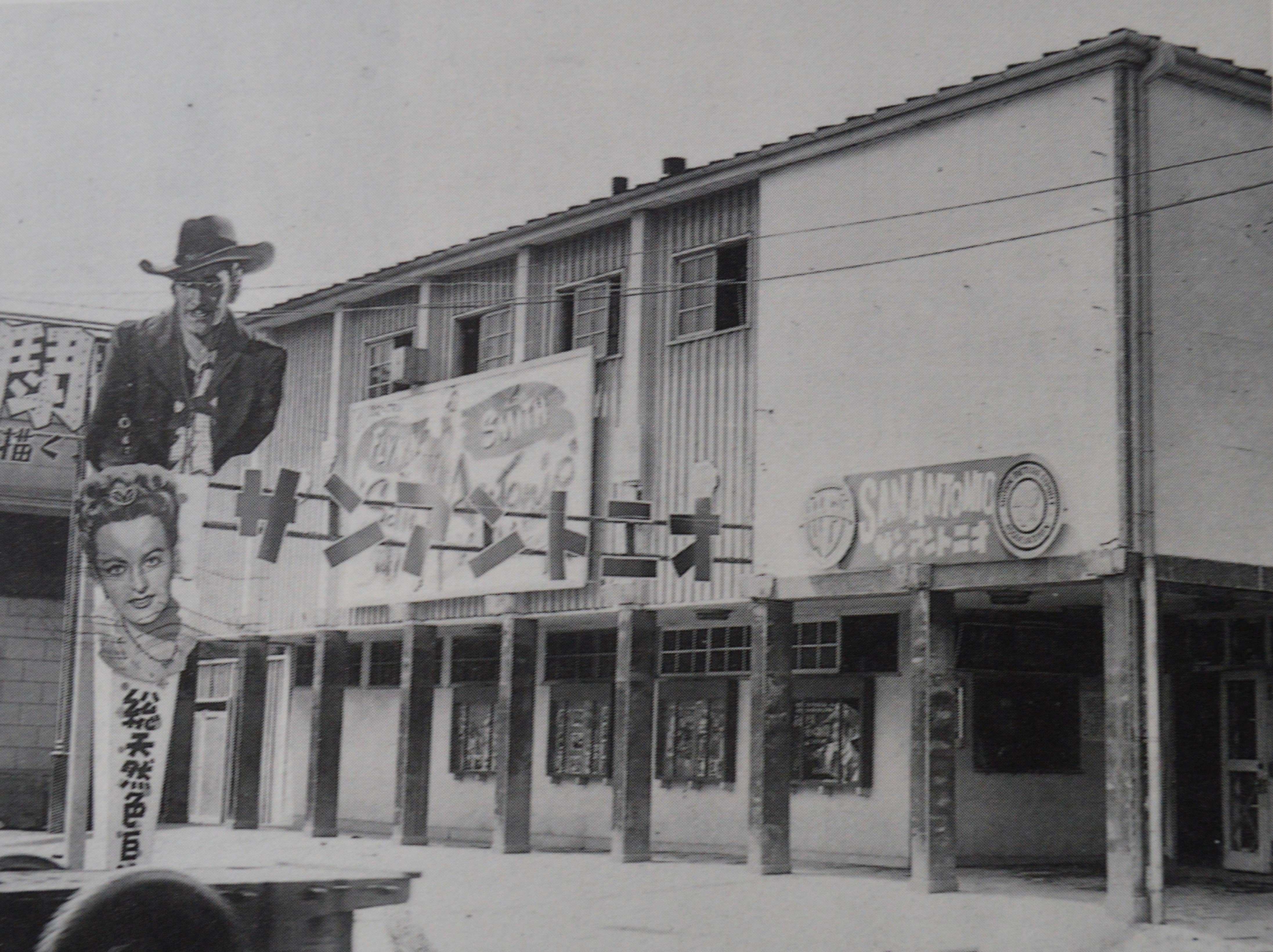
1950年の国際劇場

終戦後の1948年（昭和23年）12月、元静活会長の小林英則を支配人として、県下唯一の座席指定ロードショーを行う国際劇場として開館。洋画専門館として『駅馬車』『静かなる男』『西部の人』『カルメン』『ハムレット』『心の旅路』等の数々の名画を上映した。タイアップによる斬新な企画も行い、西部劇映画『黄色いリボン』にちなんだ「ミス黄色いリボンコンテスト」などを開催した。1958年（昭和33年）当時の座席数は624席であった。
1963年（昭和38年）6月に閉館。かつて国際劇場が存在した場所には現在、高層マンションが建設されている。

## 静岡市にかつてあった芝居小屋・映画館
- 若竹座
- 千鳥座[1][12]
- 開情亭 - 入道館 - 花月劇場[1][12]
- 立花亭 - 立花館 - アサヒニュース中央劇場[4]
- 明治座 - 明治館 - 銀映座 - 松竹館[4]
- 満水亭[4]
- 朝日座[1][4]
- 文楽館 - コドモ館[1][4]
- 富士館[1][4]
- 世界館 - 帝国館 - 松竹館 - 衆楽館[1][4]
- パテー館[1][4]
- キネマ館 - 新興劇場[1]
- 電気館 - 静岡大映[1]
- 歌舞伎座[1]